# Peter Thomas
Peter Thomas, född 1 december 1925 i Breslau, Tyskland (nuvarande Wrocław i Polen), död 17 maj 2020 i Lugano, Schweiz, var en tysk kompositör.

## Filmmusik i urval
- 1966 - Rymdpatrullen
- 1970 - Som hon bäddar får han ligga